# Народжена бути поганою (фільм, 1934)
Народжена бути поганою (англ. Born to Be Bad) — американська мелодрама режисера Лоуелла Шермана 1934 року.

## Сюжет
Молода жінка Летті завагітніла, не будучи у шлюбі. Випробувавши на собі гірку долю, вона вирішила, що народжений син Міккі не буде так принижений, як вона. Тому вона відразу з дитинства вчить його спритності, хитрості, обману і злодійства, щоб він був підготовлений до долі, якщо раптом виявиться викинутим на вулицю.
І ось хлопчику вже 7. Звичайно — це ще той шибеник. Що йому вартує причепитися до вантажівки, якщо він на роликах? Хіба може малюк збагнути, що є небезпека від зустрічної машини? Добре, що дитина не отримала серйозних каліцтв, крім переляку, а за кермом був добросердий Малкольм, який виявився до того ж ще й забезпеченою людиною. Але коли Летті виявить це, вона вирішує скористатися шансом. Але в поліцейській дільниці виявили, що вона не може за законом виховувати дитину, Міккі у неї забирають.
Малкольм і його дружина Еліс не можуть мати власних дітей і приймають рішення взяти дитину на виховання. Спостерігаючи за все зростаючою прихильністю сина до названих батьків і любов'ю, якою вони оточують її сина, Летті ревнує. І вона приймає рішення спочатку спокусити Мела, а потім, шантажуючи його, забрати і сина і кругленьку суму.

## У ролях
- Лоретта Янг — Летті Стронг
- Кері Грант — Малкольм Тревор
- Джекі Келк — Міккі Стронг
- Меріон Барнс — місіс Еліс Тревор
- Генрі Треверс — Фаззі
- Пол Харві — Ентоні Браян
- Расселл Хоптон — Стів Карнс
- Гаррі Грін — Адольф — адвокат Летті
- Франклін Арделл — клерк багатоквартирного будинку
- Вейд Ботелер — сторож в будинку Тревора